# Matthias Birner

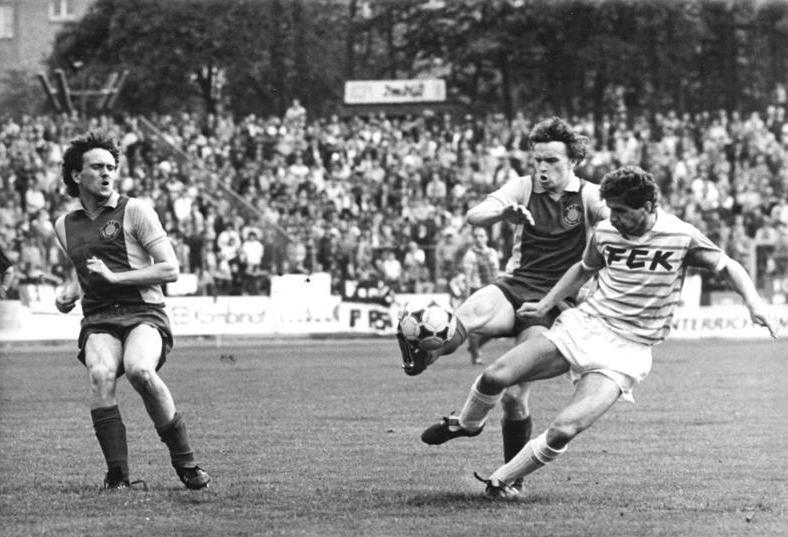
Matthias Birner (rechts) mit Olaf Marschall (links) und Heiko Scholz (Mitte) im Jahr 1987

Matthias Birner (* 29. Juni 1959) ist ein ehemaliger deutscher Fußballspieler. In der höchsten Spielklasse des DDR-Fußballs, der Oberliga, spielte er für den FC Karl-Marx-Stadt.

## Sportliche Laufbahn
Der Abwehrspieler wurde vom FC Karl-Marx-Stadt, dem er seit 1974 angehörte, in zehn aufeinanderfolgenden Spielzeiten der DDR-Fußball-Oberliga eingesetzt. Zwischen seiner Premierensaison 1978/79 und dem Abschiedsspieljahr 1987/88 verzeichnete Birner 153 Erstligapartien in den Geschichtsbüchern des mehr als vier Jahrzehnten eigenständigen ostdeutschen Fußballs. Sein Debüt in der DDR-Elitespielklasse feierte er noch als Teenager im Frühjahr 1979. Am 16. Spieltag der Spielzeit 1978/79, ausgetragen am 3. März 1979, wurde der gelernte Werkzeugmacher nach 22 Minuten beim 1:0-Sieg des FC Karl-Marx-Stadt gegen die BSG Chemie Böhlen für den verletzten Kapitän und Libero des Teams eingewechselt. „‚Der 19jährige Birner aus dem Nachwuchs-Oberligakollektiv machte seine Sache recht ordentlich, aber mit dem Ausscheiden von Frank Sorge ging uns nicht nur der Abwehrorganisator verloren, sondern auch eine Persönlichkeit für die gesamte Spielführung‘, meinte Manfred Kupferschmied.“
1982/83 wirkte der 1,77 Meter große Defensivakteur auf Seiten der unterlegenen Karl-Marx-Städter im Finale des FDGB-Pokalwettbewerbs gegen den 1. FC Magdeburg (0:4) mit. Im Europapokal, für den sich der FCK während Birners Zeit in der 1. Mannschaft nur 1989/90 qualifiziert hatte, wurde er während seiner Karriere nicht eingesetzt.
In seinem letzten Oberligajahr 1987/88 erreichte er seine höchste Einsatzzahl in einer Saison, als ihn Trainer Heinz Werner in 25 der 26 Partien einsetzte. Vor der Erstligaspielzeit 1988/89 und auch noch im Sommer 1989 tauchte der angehende Diplom-Sportlehrer weiterhin im Oberligaaufgebot der Karl-Marx-Städter auf, aber wurde vom seit Juli 1988 amtierenden Coach Hans Meyer nicht mehr in einem Punktspiel eingesetzt. So findet auch das FDGB-Pokalendspiel 1988/89, das die Karl-Marx-Städter mit 0:1 gegen den BFC Dynamo verlieren, ohne ihn statt.
Ab August 1989 spielte Birner in der Wendesaison der zweitklassigen Liga für die BSG Motor „Fritz Heckert“ Karl-Marx-Stadt. Nach seinen 32 Spielen für die Betriebssportgemeinschaft des VEB Werkzeugmaschinenkombinat „Fritz Heckert“ im Spieljahr 1989/90 verliert sich Birners Spur im höherklassigen Fußball.